# Onthophagus klapperichi
Onthophagus klapperichi är en skalbaggsart som beskrevs av Vladimir Balthasar 1952. Onthophagus klapperichi ingår i släktet Onthophagus och familjen bladhorningar. Inga underarter finns listade i Catalogue of Life.